# Домпјер (Вогези)
Домпјер (фр. Dompierre) насеље је и општина у североисточној Француској у региону Лорена, у департману Вогези која припада префектури Епинал.
По подацима из 2011. године у општини је живело 277 становника, а густина насељености је износила 31,19 становника/km². Општина се простире на површини од 8,88 km². Налази се на средњој надморској висини од метара (максималној 354 m, а минималној 322 m m).

## Демографија
| 1962. | 1968. | 1975. | 1982. | 1990. | 1999. | 2011. |
| ----- | ----- | ----- | ----- | ----- | ----- | ----- |
| 181   | 171   | 140   | 198   | 225   | 255   | 277   |

График промене броја становника у току последњих година